# Rhédey József
Kisrédei Rhédey József (1664–1720), a Rákóczi-szabadságharc neves politikusa.
Édesapja Rhédey Pál. Felesége az unitárius Homoródszentmártoni Biró Kata, akitől egyetlen fia született, Rhédey Farkas (1735–1775. június 13.) Rhédey Farkas a Bécsi Magyar Testőrség tagja volt, nagy irodalombarát, akit a Farkas utcai református templomban temettek. Ezüst feliratos halotti címertábláját is ott őrizték, gyászjelentése a levéltárban található.